# Д'Орцио (Бергамо)
Д'Орцио је насеље у Италији у округу Бергамо, региону Ломбардија.
Према процени из 2011. у насељу је живело 202 становника. Насеље се налази на надморској висини од 580 м.